# Dolce II di Provenza
Dolce (1163 circa – prima del dicembre 1172) fu contessa di Provenza, per alcuni mesi, tra il 1166 e il 1167 e contessa di Melgueil, per pochi mesi nel 1172.

## Origine
Secondo il documento CCXXIV, datato 1171, delle Notes de l'Histoire Générale de Languedoc, Tome IV, (dove sua nonna, Beatrice, contessa di Mauguio dichiara di essere la madre di Raimondo Berengario II che a sua volta era il padre di Dolce) era figlia del conte di Provenza e Gévaudan ed erede della contea di Melgueil, Raimondo Berengario II) di sua moglie, la nipote dell'imperatore, Enrico IV, Richenza di Polonia, (1130/1140-1185) figlia del principe di Polonia, duca di Cracovia e di Slesia, Ladislao II ( fuggito da Cracovia, nel 1146), detto l'Esiliato (1105-1159) e di Agnese di Babenberg (1111–1157 figlia del Margravio d'Austria, Leopoldo III, e di Agnese di Waiblingen, figlia dell'imperatore, Enrico IV e sorellastra dell'imperatore, Corrado III e del duca Federico II di Svevia). Sua madre, Richenza era quindi la cugina dell'imperatore, Federico Barbarossa.
Raimondo Berengario II, secondo la Ex Brevi Historia Comitum Provinciæ e familia comitum Barcinonensium era figlio del conte di Provenza e Gévaudan e conte consorte di Melgueil, Berengario Raimondo I e (come risulta dal documento CCXXIV, del 1171, delle Notes de l'Histoire Générale de Languedoc, Tome IV, dove Beatrice, contessa di Mauguio dichiara di essere la madre di Raimondo Berengario) di sua moglie (il matrimonio fu celebrato, nel 1135; infatti nel documento XCVI, di quell'anno, delle Notes de l'Histoire Générale de Languedoc, Tome IV, Raimondo Bernardo è citato come conte di Melgueil e marchese do Provenza), la contessa di Melgueil, Beatrice di Mauguio (1124 - dopo il 1190), figlia di Bernardo IV di Mauguio e di Guglielma di Montpellier.

## Biografia
Sua madre Richenza, secondo la Chronica Albrici Monachi Trium Fontium, era al suo secondo matrimonio, infatti era vedova del re di León e Castiglia Alfonso VII detto l'imperatore.
Nel 1166, suo padre, Raimondo Berengario II, in competizione con Genova, cercò di espandere la contea verso occidente, ma, nella primavera di quell'anno, morì nel tentativo di conquistare Nizza. La Ex Brevi Historia Comitum Provinciæ e familia comitum Barcinonensium, ci conferma che morì a Nizza, mentre gli Annales Sancti Victoris Massilienses ci confermano che Raimondo Berengario, nipote del conte di Barcellona, mori nel 1066.
Dolce, all'età di circa tre anni, successe al padre, come Dolce II, sotto la tutela della madre, Richenza di Polonia, che, qualche mese dopo la morte del marito, dopo il 1166, ancora secondo la Chronica Albrici Monachi Trium Fontium, si sposò per la terza volta col conte di Everstein, Alberto.
Il cugino, re d'Aragona e conte di Barcellona, Alfonso il Casto, figlio di Raimondo Berengario IV, rivendicò la contea, in quanto l'erede legittimo non era maschio ma femmina.
Nel 1167, dato che, secondo la Ex Brevi Historia Comitum Provinciæ e familia comitum Barcinonensium la madre di Dolce, Richenza, si stava accordando col conte di Tolosa, Raimondo V, Alfonso, con un esercito, entrò in Provenza, spodestò Dolce e s'impadronì della contea, assumendo il titolo di conte Alfonso I di Provenza, come risulta da un documento di quell'anno « "Ildefonsus…rex Aragonensis, comes Barchinonensis, duc Provinciæ"».
Molto probabilmente Dolce visse nella contea di Melgueil, presso la nonna Beatrice, che nel 1171, secondo il documento CCXXIV, delle Notes de l'Histoire Générale de Languedoc, Tome IV, le cedette il titolo di contessa di Melgueil, da dividere con la figlia di Beatrice, Ermessinda.
Ancora secondo il documento CCXXIV, datato 1171, delle Notes de l'Histoire Générale de Languedoc, Tome IV, Dolce fu contessa ed in quel periodo fu fidanzata a Raimondo, il figlio del conte di Tolosa, Raimondo V.
Dolce morì prima del 12 dicembre 1172, perché, in quella data, secondo il documento CCXXIX, delle Notes de l'Histoire Générale de Languedoc, Tome IV, la nonna confermò nel titolo di contessa di Melgueil, solo la figlia, Ermessinda.

## Discendenza
Di Dolce non si conosce alcuna discendenza.

## Ascendenza
|                                    |                         |                            | Genitori                   |  |  | Nonni |  |  | Bisnonni                              |  |  | Trisnonni                            |  |
|                                    |                         |                            |                            |  |  |       |  |  | Raimondo Berengario III di Barcellona |  |  | Raimondo Berengario II di Barcellona |  |
|                                    |                         |                            |                            |  |  |       |  |  | Raimondo Berengario III di Barcellona |  |  | Raimondo Berengario II di Barcellona |  |
|                                    |                         | Matilde d'Altavilla        |                            |  |  |       |  |  | Raimondo Berengario III di Barcellona |  |  |                                      |  |
| Berengario Raimondo I di Provenza  |                         |                            |                            |  |  |       |  |  | Raimondo Berengario III di Barcellona |  |  |                                      |  |
|                                    |                         | Dolce I di Provenza        | Gilberto I di Gévaudan     |  |  |       |  |  |                                       |  |  |                                      |  |
|                                    |                         | Dolce I di Provenza        | Gilberto I di Gévaudan     |  |  |       |  |  |                                       |  |  |                                      |  |
|                                    |                         | Dolce I di Provenza        | Gerberga di Provenza       |  |  |       |  |  |                                       |  |  |                                      |  |
| Raimondo Berengario II di Provenza |                         | Dolce I di Provenza        |                            |  |  |       |  |  |                                       |  |  |                                      |  |
|                                    |                         | Bernardo IV di Mauguio     | …                          |  |  |       |  |  |                                       |  |  |                                      |  |
|                                    |                         | Bernardo IV di Mauguio     | …                          |  |  |       |  |  |                                       |  |  |                                      |  |
|                                    |                         | Bernardo IV di Mauguio     | …                          |  |  |       |  |  |                                       |  |  |                                      |  |
| Beatrice di Mauguio                |                         | Bernardo IV di Mauguio     |                            |  |  |       |  |  |                                       |  |  |                                      |  |
|                                    |                         | Guglielma di Montpellier   | …                          |  |  |       |  |  |                                       |  |  |                                      |  |
|                                    |                         | Guglielma di Montpellier   | …                          |  |  |       |  |  |                                       |  |  |                                      |  |
|                                    |                         | Guglielma di Montpellier   | …                          |  |  |       |  |  |                                       |  |  |                                      |  |
| Dolce di Provenza                  |                         | Guglielma di Montpellier   |                            |  |  |       |  |  |                                       |  |  |                                      |  |
|                                    | Boleslao III di Polonia | Ladislao Herman di Polonia |                            |  |  |       |  |  |                                       |  |  |                                      |  |
|                                    | Boleslao III di Polonia | Ladislao Herman di Polonia |                            |  |  |       |  |  |                                       |  |  |                                      |  |
|                                    | Boleslao III di Polonia | Giuditta di Boemia         |                            |  |  |       |  |  |                                       |  |  |                                      |  |
| Ladislao II l'Esiliato             | Boleslao III di Polonia |                            |                            |  |  |       |  |  |                                       |  |  |                                      |  |
|                                    |                         | Zbyslava di Kiev           | Svjatopolk II di Kiev      |  |  |       |  |  |                                       |  |  |                                      |  |
|                                    |                         | Zbyslava di Kiev           | Svjatopolk II di Kiev      |  |  |       |  |  |                                       |  |  |                                      |  |
|                                    |                         | Zbyslava di Kiev           | …                          |  |  |       |  |  |                                       |  |  |                                      |  |
| Richenza di Polonia                |                         | Zbyslava di Kiev           |                            |  |  |       |  |  |                                       |  |  |                                      |  |
|                                    |                         | Leopoldo III di Babenberg  | Leopoldo II di Babenberg   |  |  |       |  |  |                                       |  |  |                                      |  |
|                                    |                         | Leopoldo III di Babenberg  | Leopoldo II di Babenberg   |  |  |       |  |  |                                       |  |  |                                      |  |
|                                    |                         | Leopoldo III di Babenberg  | Ida di Formbach-Ratelnberg |  |  |       |  |  |                                       |  |  |                                      |  |
| Agnese di Babenberg                |                         | Leopoldo III di Babenberg  |                            |  |  |       |  |  |                                       |  |  |                                      |  |
|                                    |                         | Agnese di Waiblingen       | Enrico IV di Franconia     |  |  |       |  |  |                                       |  |  |                                      |  |
|                                    |                         | Agnese di Waiblingen       | Enrico IV di Franconia     |  |  |       |  |  |                                       |  |  |                                      |  |
|                                    |                         | Agnese di Waiblingen       | Berta di Savoia            |  |  |       |  |  |                                       |  |  |                                      |  |
|                                    |                         | Agnese di Waiblingen       |                            |  |  |       |  |  |                                       |  |  |                                      |  |

### Fonti primarie
- (LA)  Rerum Gallicarun et Francicarum Scriptores, Tome XII.
- (LA)  Histoire Générale de Languedoc, Tome IV, Notes.
- (LA)  Monumenta Germaniae Historica, Scriptores, Tomus XXIII.
- (LA)  Monumenta Germaniae Historica, Scriptores, Tomus XIX.
- (LA)  Monumenta Germaniae Historica, Scriptores, Tomus IX.

### Letteratura storiografica
- Rafael Altamira, La Spagna (1031-1248), in Storia del mondo medievale, vol. V, 1999, pp. 865-896
- Paul Fournier, Il regno di Borgogna o d'Arles dall'XI al XV secolo, in «Storia del mondo medievale», vol. VII, 1999, pp. 383–410